# سانست بیچ
سانست بیچ (انگلیسی: Sunset Beach) یک مجموعهٔ تلویزیونی احساسی آمریکایی است که مابین سال‌های ۱۹۹۷ تا ۱۹۹۹ از شبکهٔ ان‌بی‌سی پخش شد. این سریال دربارهٔ عشق و زندگی ساکنان منطقهٔ ساحلی سانست بیچ در اورنج کانتی است. با آنکه در واقعیت، منطقه‌ای در کالیفرنیا به نام سانست بیچ وجود دارد اما صحنه‌های این سریال در سیل بیچ اورنج کانتی فیلم‌برداری شد.

## بازیگران
- لسلی-آن داون
- لورا هرینگ
- پریسیلا گاریتا
- کریستی هریس
- کلی هو
- لی تیلور-یانگ
- پیتر بارتون
- جیسون وینستون جرج
- شری سام
- کاتلین نونه
- سارا جی. باکستون
- سوزان وارد
- داکس گریفین
- آدریانا فرانتس
- اشلی همیلتون
- ادی سیبرین
- کم هسکین
- سیدنی پنی
- کارول پاتر
- گوردن تامسن
- شان کنان
- باربارا ماندرل
- آندره خبازی
- فران بنت